# Konstanty Dzierżanowski
Konstanty Dzierżanowski (ur. 1882, zm. 22 czerwca 1929 w Dąbrowie Górniczej) – polski inżynier górniczy, działacz związkowy i polityczny.

## Życiorys
Ukończył korpus kadetów w Petersburgu. Studiował w Instytucie Technologicznym w Petersburgu, którego jednak nie ukończył. Podczas studiów w Petersburgu należał do Związku Młodzieży Polskiej „Zet”. Następnie ukończył Instytut Technologiczny w Tomsku. Pracował w Rosji w charakterze okręgowego inżyniera górniczego. Po wybuchu I wojny światowej będąc oficerem został mianowany inżynierem komunikacji.
W 1919 powrócił do Polski, gdzie początkowo zostaje mierniczym w Urzędzie Górnictwa w Dąbrowie Górniczej, a od 1921 pełni funkcję wykładowcy i kierownika wydziału miernictwa kopalnianego w Państwowej Szkole Górniczo-Hutniczej w Dąbrowie Górniczej. Był członkiem zagłębiowskiego komitetu Ligi Obrony Ziemi Wileńskiej. W 1924 był członkiem czynnym dąbrowskiego koła Stowarzyszenia Polskich Inżynierów Górniczych i Hutniczych. Był jednym z założycieli Zjednoczenia Zawodowego „Praca Polska”, gdzie pełnił funkcję członka zarządu centralnego i sekretarza generalnego. W wyborach w 1928 kandydował do senatu z listy nr 24 w okręgu wyborczym obejmującym województwo kieleckie. Został wybrany zastępcą senatora Stefana Andrzeja Dobrzańskiego.
Zmarł 22 czerwca 1929 w Dąbrowie Górniczej.